# Britney: The Videos
Britney: The Videos är Britney Spears tredje DVD och släpptes den 20 november 2001.

## Innehåll
- Musikvideor:

1. "Don't Let Me Be the Last to Know"
2. "I'm a Slave 4 U"
3. "I'm Not a Girl, Not Yet a Woman" [Bara i USA]

- Uppträdanden:

1. "I'm a Slave 4 U" 2001 MTV Video Music Awards
2. "Overprotected" [med scener från Crossroads]
3. "I'm Not a Girl, Not Yet a Woman" [live i Sydney]

- Behind-the-scenes:

1. "Britney strikes a pose"
2. The making of Crossroads

- Reklamer:

1. "The Joy of Pepsi"
2. HBO presenterar: Britney Spears: Live from Las Vegas